# Reprezentacja Curaçao w piłce nożnej mężczyzn
Reprezentacja Curaçao w piłce nożnej jest narodową drużyną Curaçao – holenderskiej posiadłości na Karaibach i jest kontrolowana przez Federashon Futbol Korsou, która od 2010 jest następcą Nederlands Antilliaanse Voetbal Unie. Jako następca Antyli Holenderskich jest członkiem FIFA oraz CONCACAF. Nigdy nie zakwalifikowała się do turnieju finałowego Mistrzostw świata. Jako zdobywca Pucharu Karaibów 2017 po raz pierwszy w swojej historii uzyskała kwalifikację do Złotego Pucharu CONCACAF.
Curaçao zajmuje obecnie (6 lipca 2017) 6. miejsce w federacji CONCACAF.
Obecnym selekcjonerem ekipy Curacao jest Remko Bicentini

## Udział wMistrzostwach Świata
- 1930 – 2010 – Nie brało udziału (było częścią Antyli Holenderskich)
- 2014 – 2022 – Nie zakwalifikowało się

## Udział wZłotym Pucharze CONCACAF
- 1991 – 2011 – Nie brało udziału (było częścią Antyli Holenderskich)
- 2013 – 2015 – Nie zakwalifikowało się
- 2017 – Faza grupowa
- 2019 – Ćwierćfinał
- 2021 –    Rezygnacja

## Udział wPucharze Karaibów
- 1989 – 2010 – Nie brało udziału (było częścią Antyli Holenderskich)
- 2012 – Nie zakwalifikowało się
- 2014 – Faza Grupowa
- 2017 – Mistrzostwo

## Eliminacje Mistrzostw Świata 2018
Curaçao brało udział w eliminacjach do Mistrzostw Świata od 1. rundy. 

### 1. runda
| 28 marca 2015 01:00 CET | Curaçao · Merencia 8' · Zschusschen 39' (k) | 2:1(2:1) | Montserrat · 24' Taylor | Stadion Ergilio Hato, Willemstad Sędzia: Oscar Davilla |
|                         |                                             |          |                         |                                                        |

| 1 kwietnia 2015 00:30 CET | Montserrat · Willer 65' · Woods-Garness 81' | 2:2(0:1) | Curaçao · 43' Lachman · 87' Vicento | Blakes Estate Stadium, Montserrat Sędzia: Rodphin Harris |
|                           |                                             |          |                                     |                                                          |

- Curaçao wygrało w dwumeczu 4-3 i awansowało do drugiej rundy.

### 2. runda
| 11 czerwca 2015 02:00 CET | Curaçao | 0:0(0:0) | Kuba | Ergilio Hato Stadium, Willemstad Sędzia: Oscar Moncada |
|                           |         |          |      |                                                        |

| 14 czerwca 2015 22:00 CET | Kuba · Márquez 5' | 1:1(1:1) | Curaçao · 16' Merencia | Estadio Pedro Marrero, Hawana Sędzia: Jafeth Perea |
|                           |                   |          |                        |                                                    |

- Curaçao zremisowało w dwumeczu 1-1 ale dzięki bramkom na wyjeździe awansowało do trzeciej rundy.

### 3. runda
| 5 września 2015 01:05 CET | Curaçao | 0:1(0:1)Raport | Salwador · 12' Larín | Ergilio Hato Stadium, Willemstad Sędzia: Valdin Legister |
|                           |         |                |                      |                                                          |

| 9 września 2015 03:35 CET | Salwador · Barrios 9' | 1:0(1:0)Raport | Curaçao | Estadio Cuscatlán, San Salvador Sędzia: Ricardo Montero |
|                           |                       |                |         |                                                         |

- Salwador wygrał w dwumeczu 2-0 i awansowała do czwartej rundy.